# Feriale Duranum
Le Feriale Duranum constitue un calendrier des observances religieuses pour une garnison militaire romaine de Doura-Europos sur l’Euphrate, en Syrie romaine, sous le règne de Sévère Alexandre (222 à 235).

## Histoire et description
Le petit rouleau de papyrus a été découvert parmi les documents d’une cohorte auxiliaire, la Cohors XX Palmyrenorum (vingtième cohorte de Palmyre), dans le temple de Azzanathkona.
Le calendrier, écrit en latin, se dispose sur quatre colonnes, avec quelques lacunes. Il apporte des éléments importants sur la vie religieuse de l’armée romaine, le rôle du culte impérial dans la promotion de la fidélité à l'empereur et la coexistence entre la religion d’État romaine et les traditions religieuses locales,.
Les fêtes nommées comprennent les Quinquatries (purification des armes), l'anniversaire de Rome, les Neptunalia et deux Rosaliae pendant lesquelles les étendards militaires étaient décorés de roses. Le calendrier prévoit des sacrifices pour les divinités de la religion romaine traditionnelle, tels que la triade capitoline (Jupiter, Junon, Minerve), ainsi que Mars et Vesta. Une vingtaine de membres de la famille impériale sont honorés comme divi, mortels divinisés, dont six femmes et Germanicus, qui n’a jamais été empereur. Vingt-sept des quarante-trois inscriptions qui restent lisibles se rapportent au culte impérial. Ni les religions à mystères orientales, qui ont été largement célébrées dans l'Empire pendant cette période, ni les cultes locaux, ne sont enregistrés comme une célébration officielle de l'armée. Cependant, le feriale a été trouvé dans le temple avec un dipinto représentant un officier romain offrant de l'encens à la divinité locale Iarḥibol ; et d’autres Romains, y compris un porte-étendard avec le vexillum de la cohorte, debout devant l'autel des dieux syriens Iarḥibol, Aglibol et Arṣu. Il a également été soutenu que les trois dieux représentent les empereurs Maxime Pupien, Balbin et Gordien III. Une copie du calendrier peut avoir été délivrée à chaque unité à travers l'Empire pour renforcer la cohésion militaire ainsi que l'identité romaine parmi les troupes d'autres cultures.  
La cache de documents a été découverte par une équipe d'archéologues de l'université de Yale travaillant à Doura-Europos en 1931-1932. Il a été publié pour la première fois par R.O. Fink, A.S. Hooey et Walter Fifield Snyder (1940), « The Feriale Duranum », Yale Classical Studies, 7, 1–222.

## Liste partielle du texte traduit
En 2011, un fac-similé du document partiel faisait partie de l'exposition Doura-Europos au Boston College, et il contenait la traduction suivante:  
- 19 mars, les Quinquatries, une prière; jusqu'au 23 mars, prières
- 4 avril, pour l'anniversaire de Caracalla, un taureau
- 9 avril, pour l'ascension du divin Pie Sévère, un taureau
- 11 avril, pour l'anniversaire de Pie Sévère, un taureau
- 21 avril, pour l'anniversaire de Rome, la ville éternelle, une vache
- 26 avril, pour l'anniversaire de Marc Aurèle, un taureau
- 7 mai, pour l'anniversaire de la divine Julia Maesa, une prière
- 10 mai (?), pour le festival des roses des étendards, une prière
- 12 mai, pour les courses de cirque en l'honneur de Mars, Mars Ultor, un taureau
- 21 mai, car le divin Pie Sévère a été proclamé "imperator"
- 24 mai, pour l'anniversaire de Germanicus César, une prière
- 31 mai, pour le festival des roses des étendards, une prière
- 9 juin, pour les Vestalia, à Vesta Mater, une prière
- 26 juin, parce que notre seigneur Sévère Alexandre a été nommé César, un taureau
- 1er juillet, parce que notre seigneur Sévère Alexandre notre Auguste a été nommé consul pour la première fois, une prière
- 4 juillet, pour l'anniversaire de la divine Salonia Matidia, une prière
- 10 juillet, pour la succession du divin Antonin le Pieux, un taureau
- 12 juillet, pour l'anniversaire du divin Jules César, un taureau
- 23 juillet, pour les Neptunalia, une prière et un sacrifice
- 1er août, pour l'anniversaire du divin Claude et du divin Pertinax, un taureau à chacun
- 5 août, pour les courses de cirque en l'honneur de Salus (déesse romaine), une vache.
- [14-29] août, pour l'anniversaire de Mamaea Augusta, mère de notre Auguste, une vache
- [15-30 août], pour l'anniversaire de la divine Ulpia Marciana, une prière

## Galerie des personnages mentionnés

### Empereurs

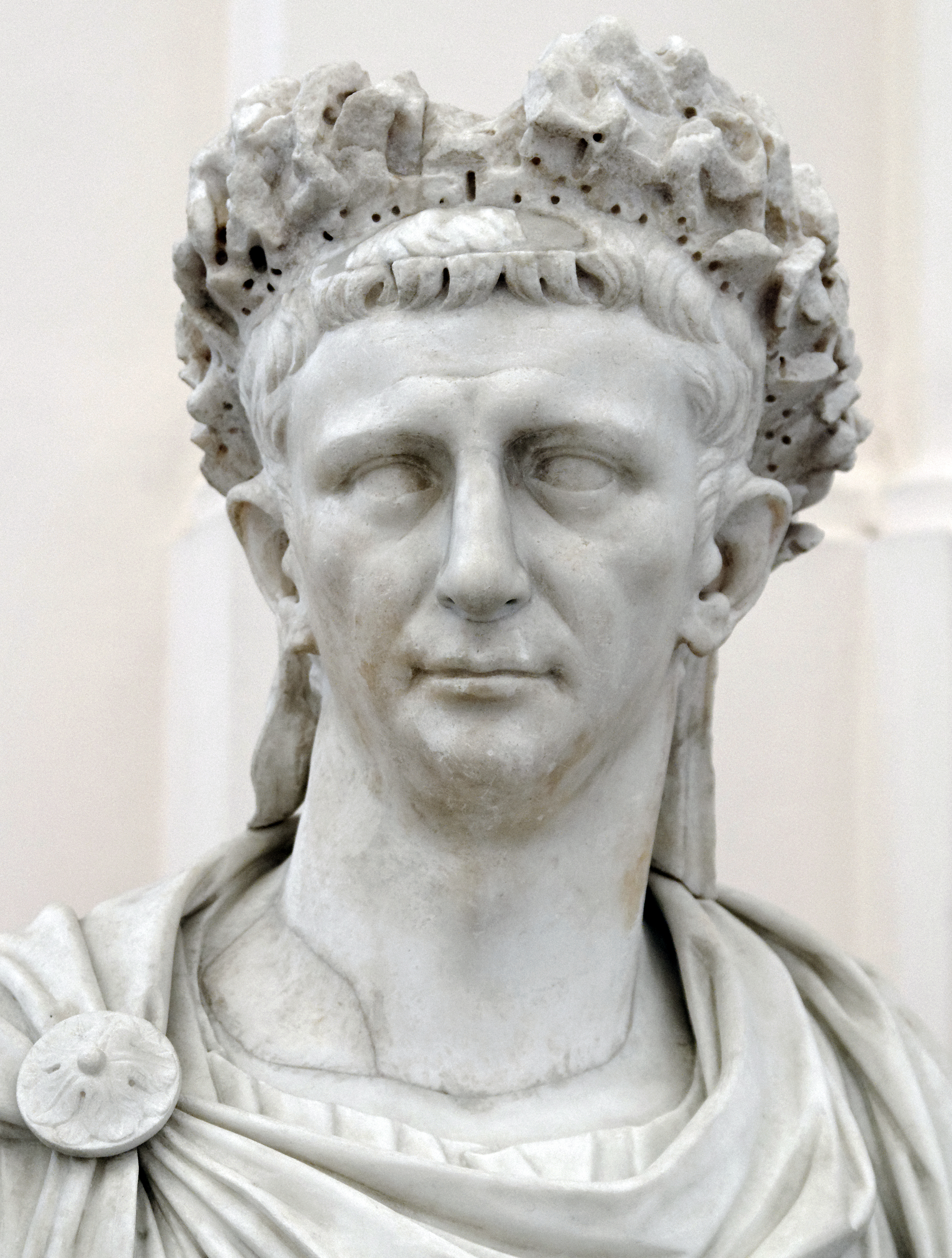
Claude
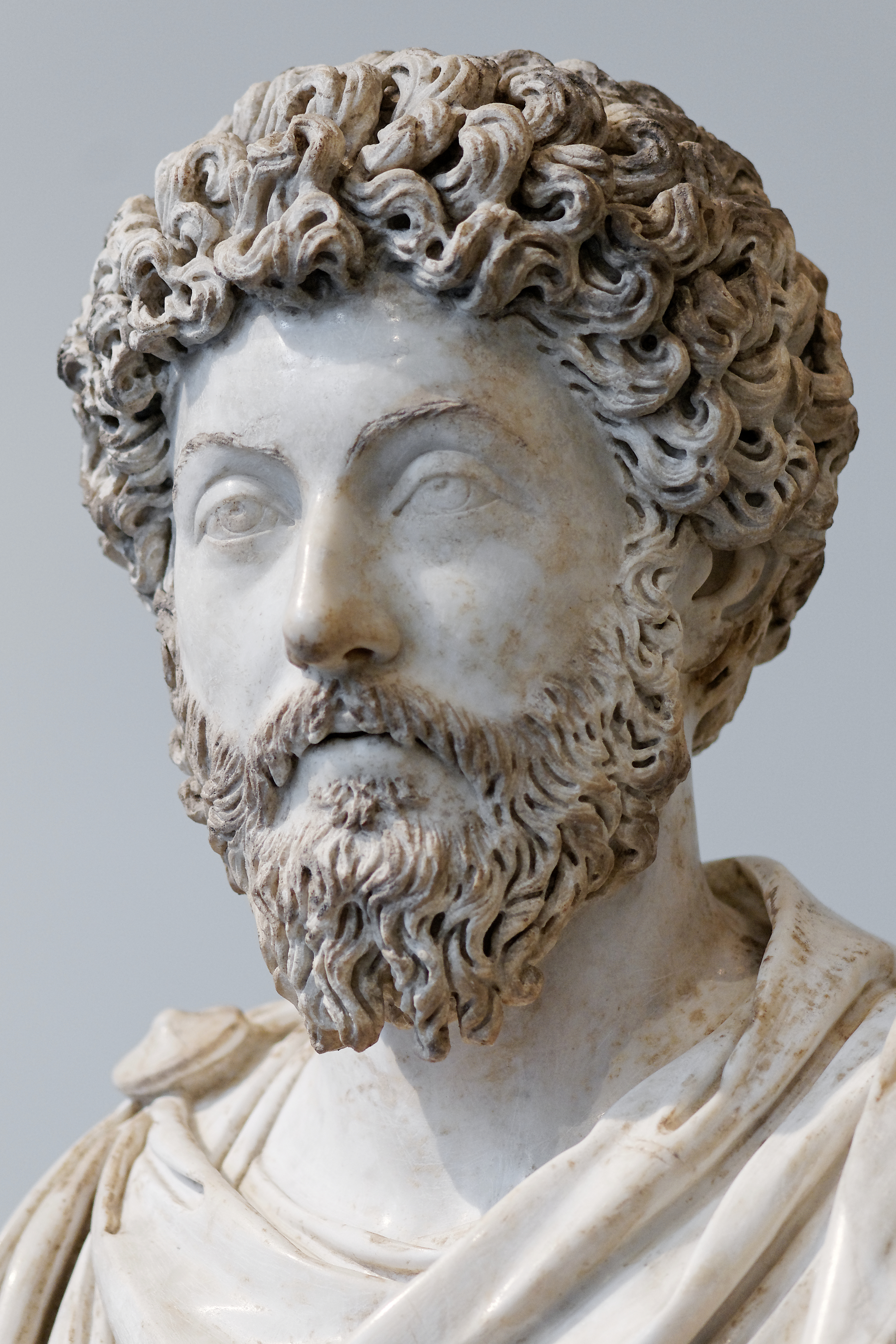
Marc-Aurèle
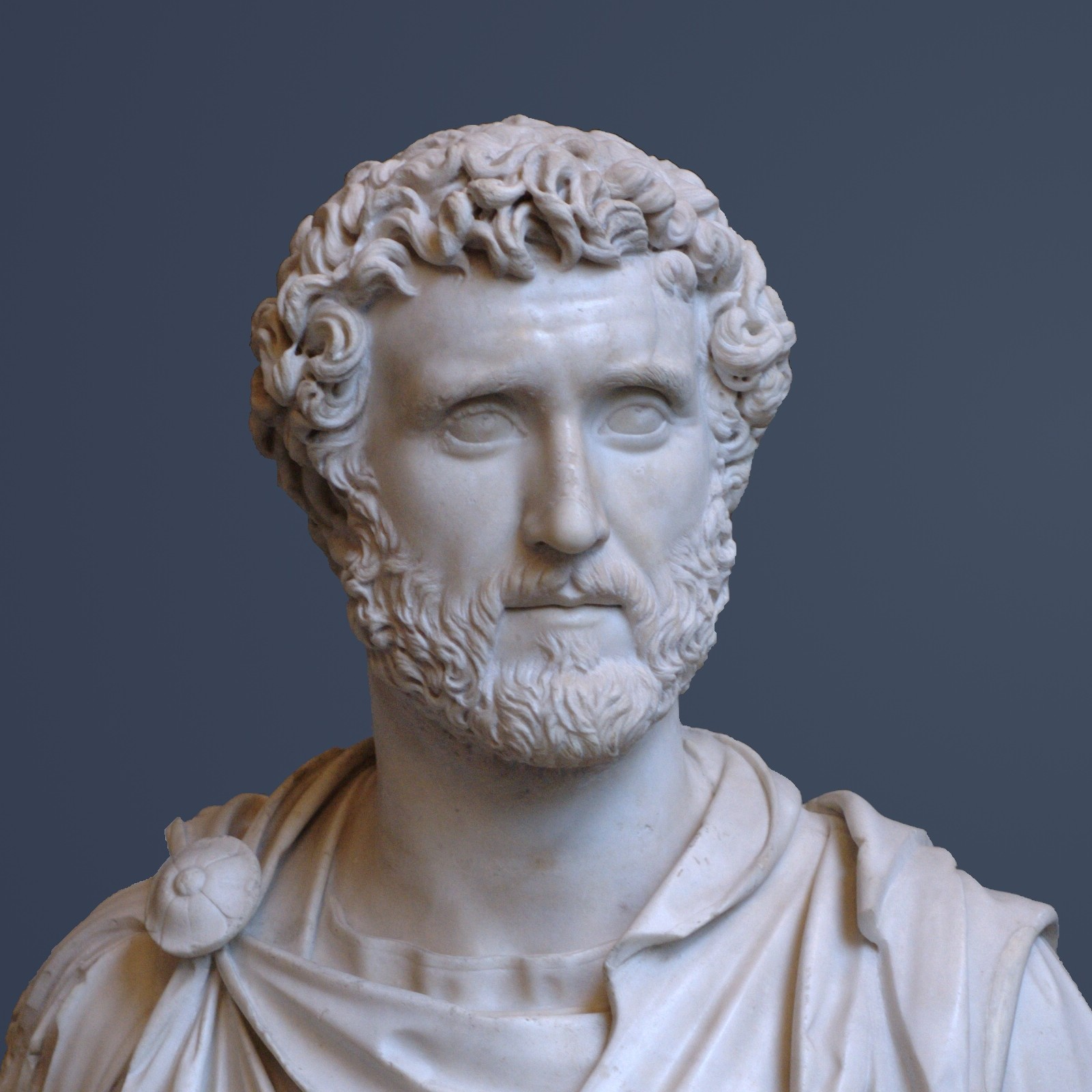
Antonin le Pieux
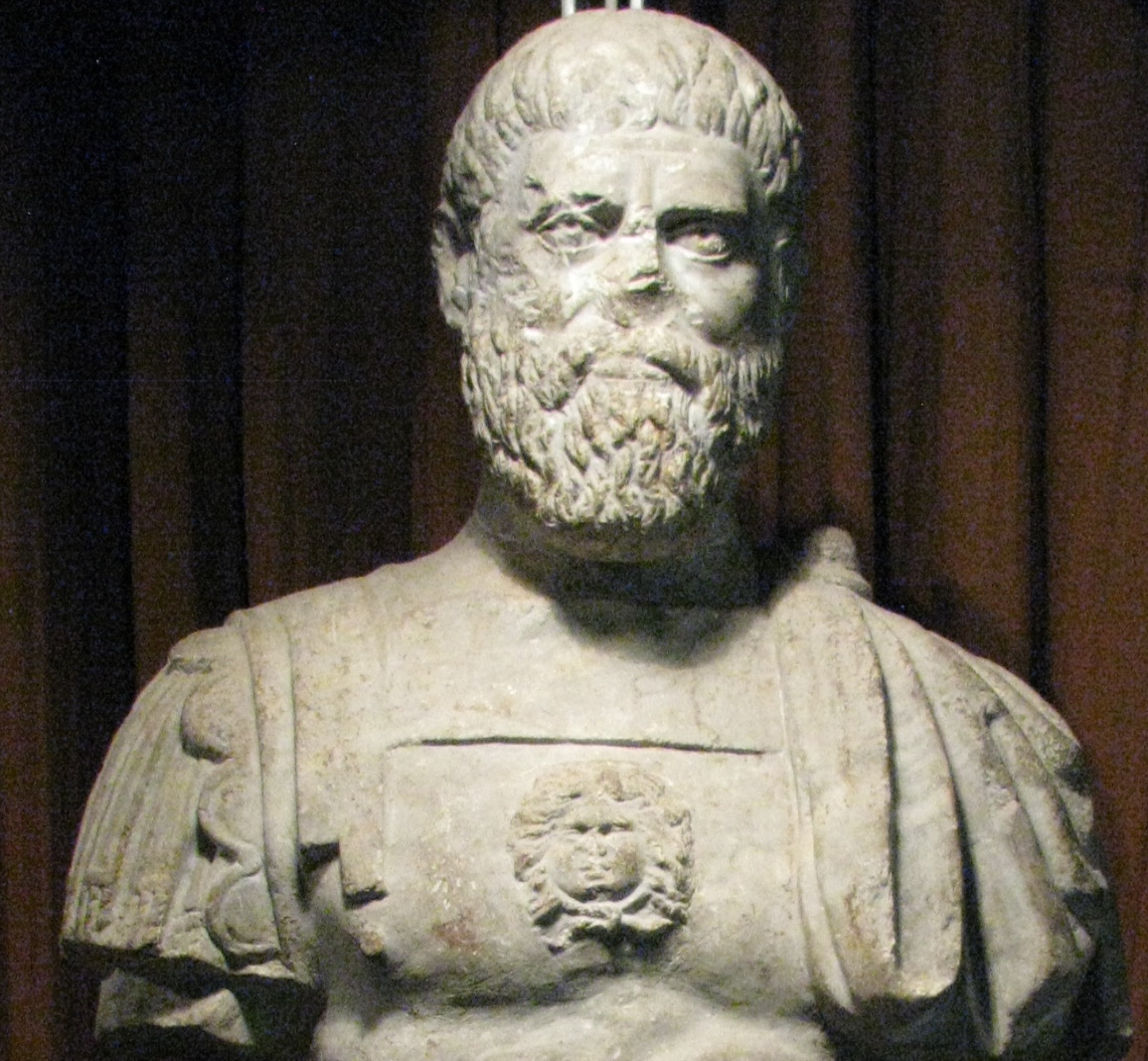
Pertinax
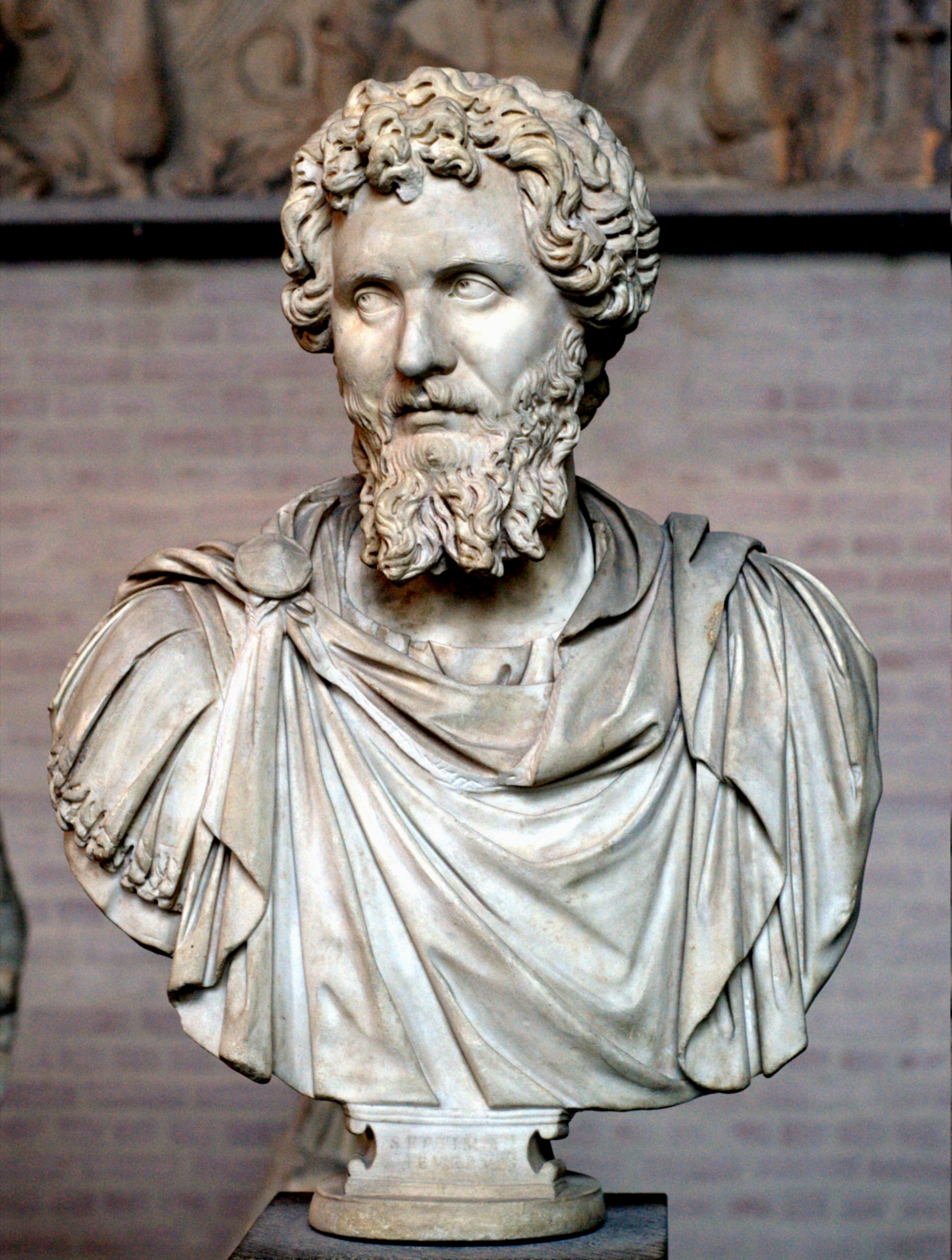
Septime Sévère
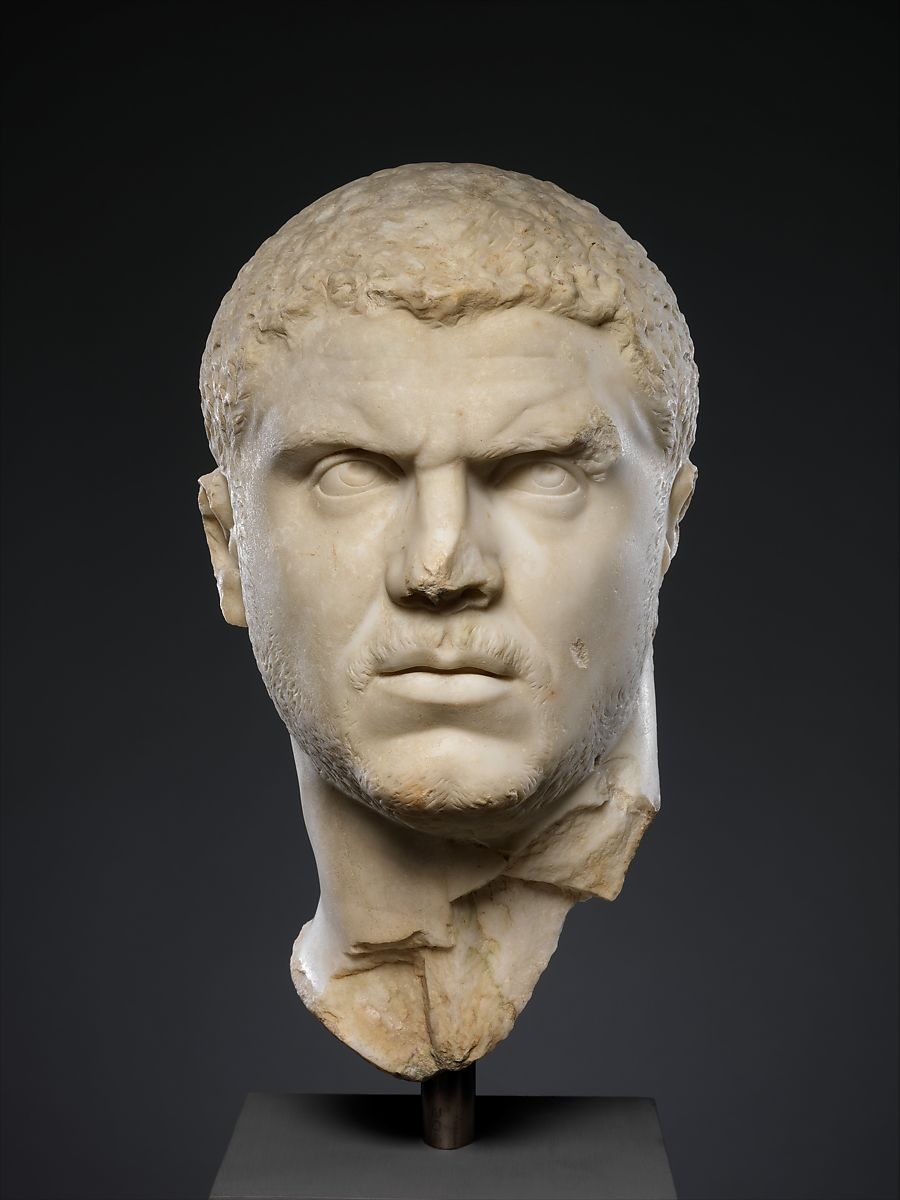
Caracalla
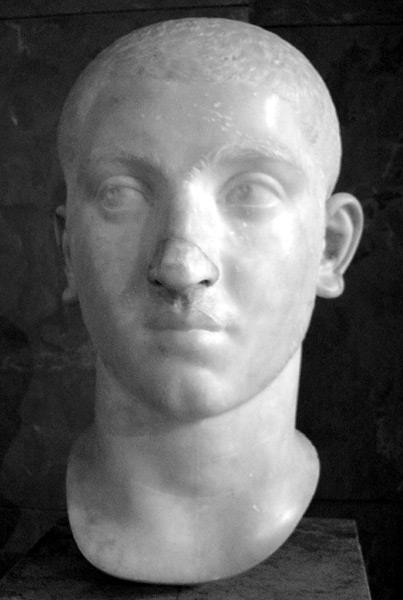
Sévère Sévère Alexandre

### Divinités

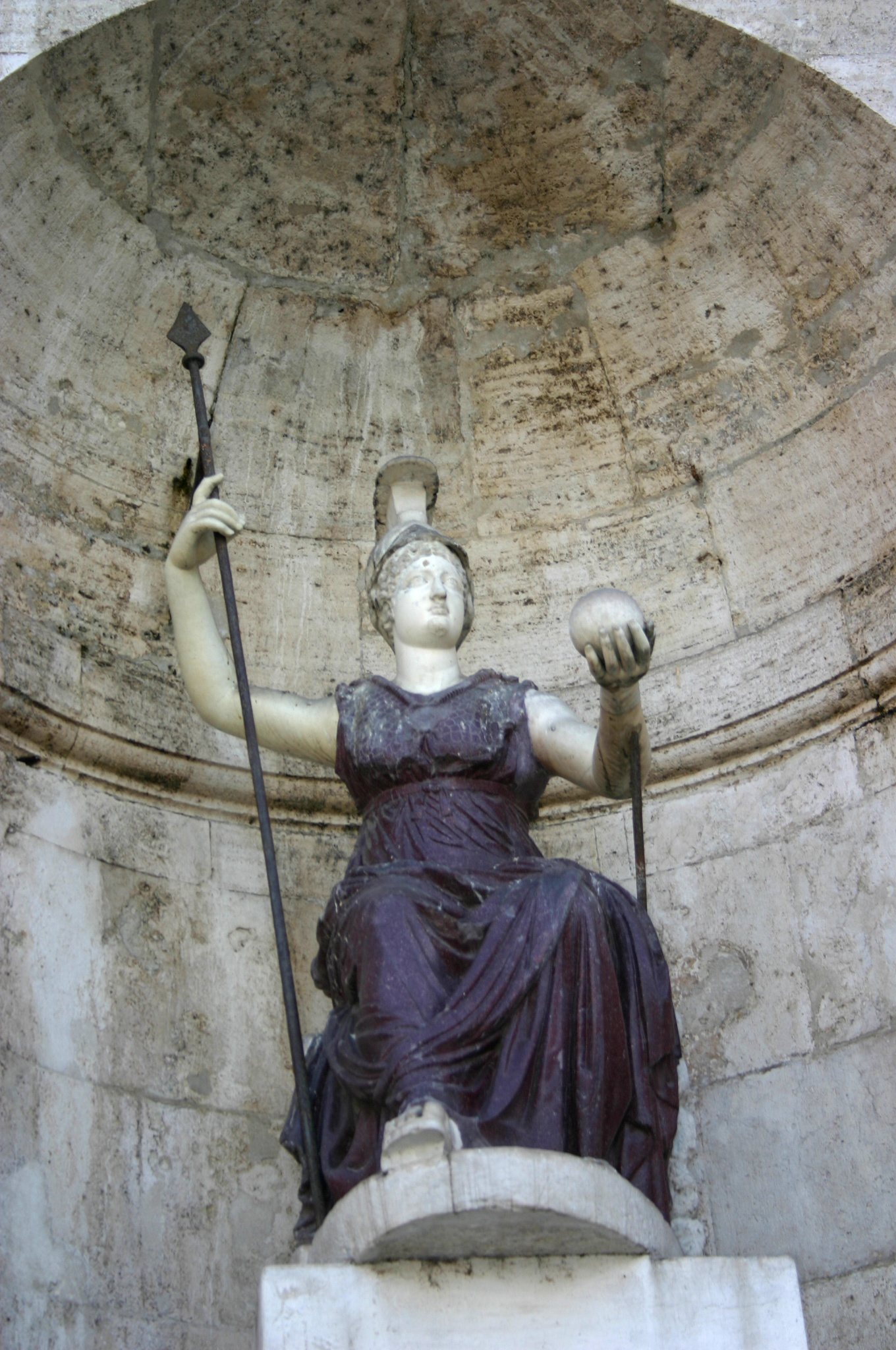
Rome
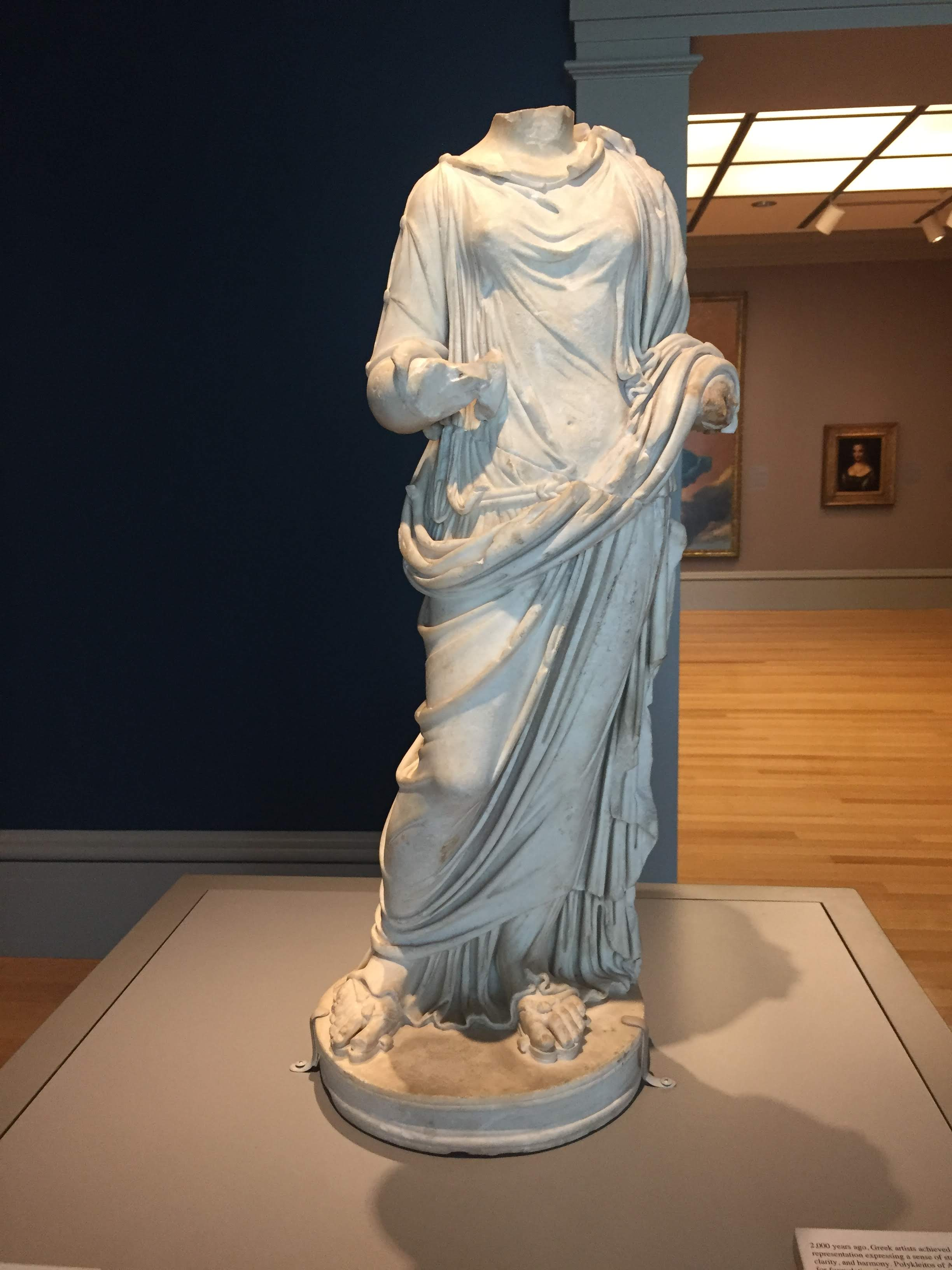
Salus
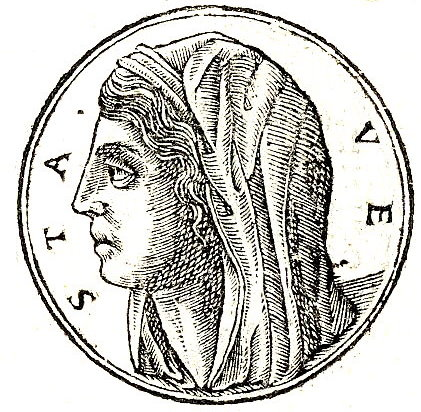
Vesta
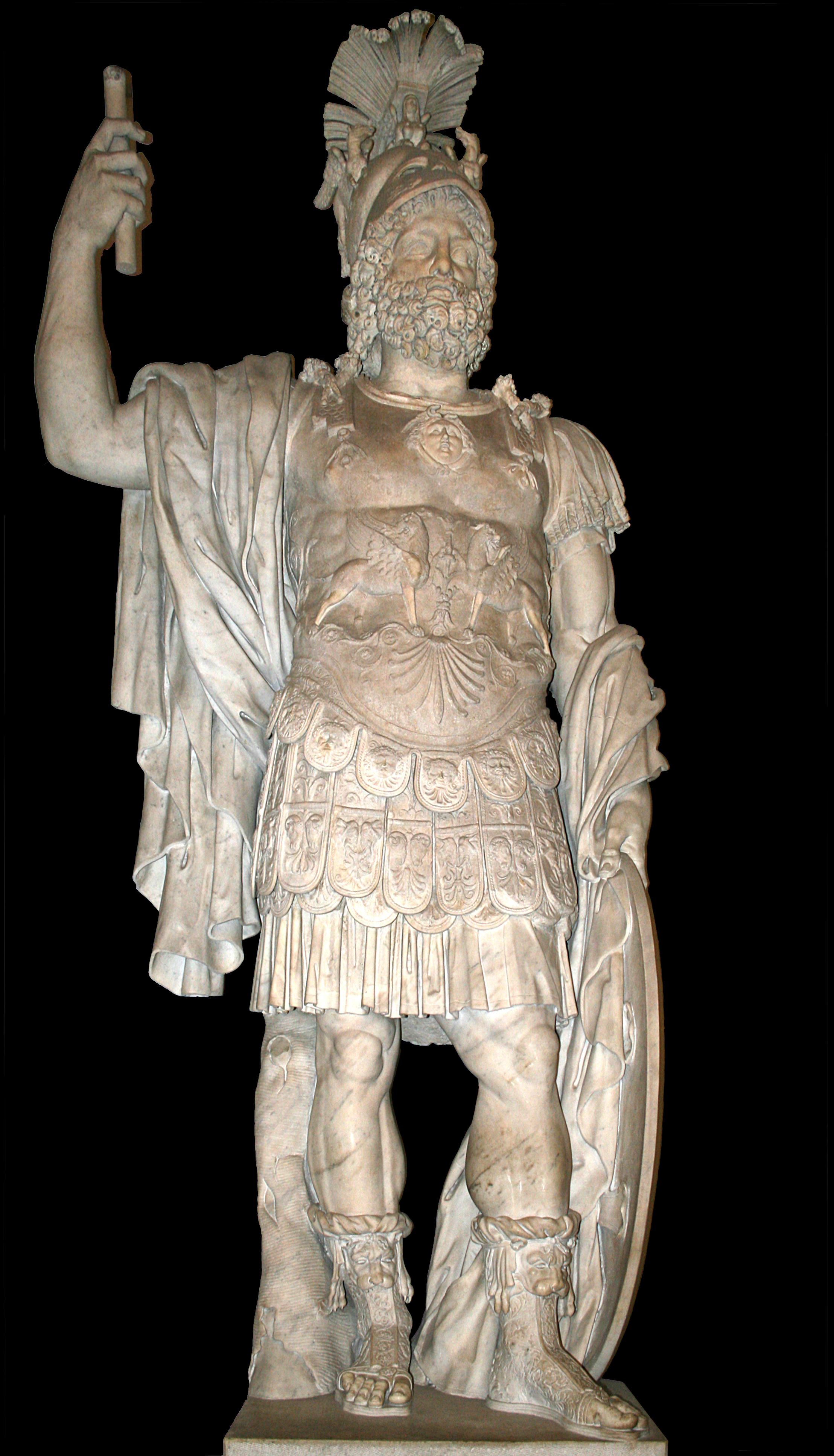
Mars
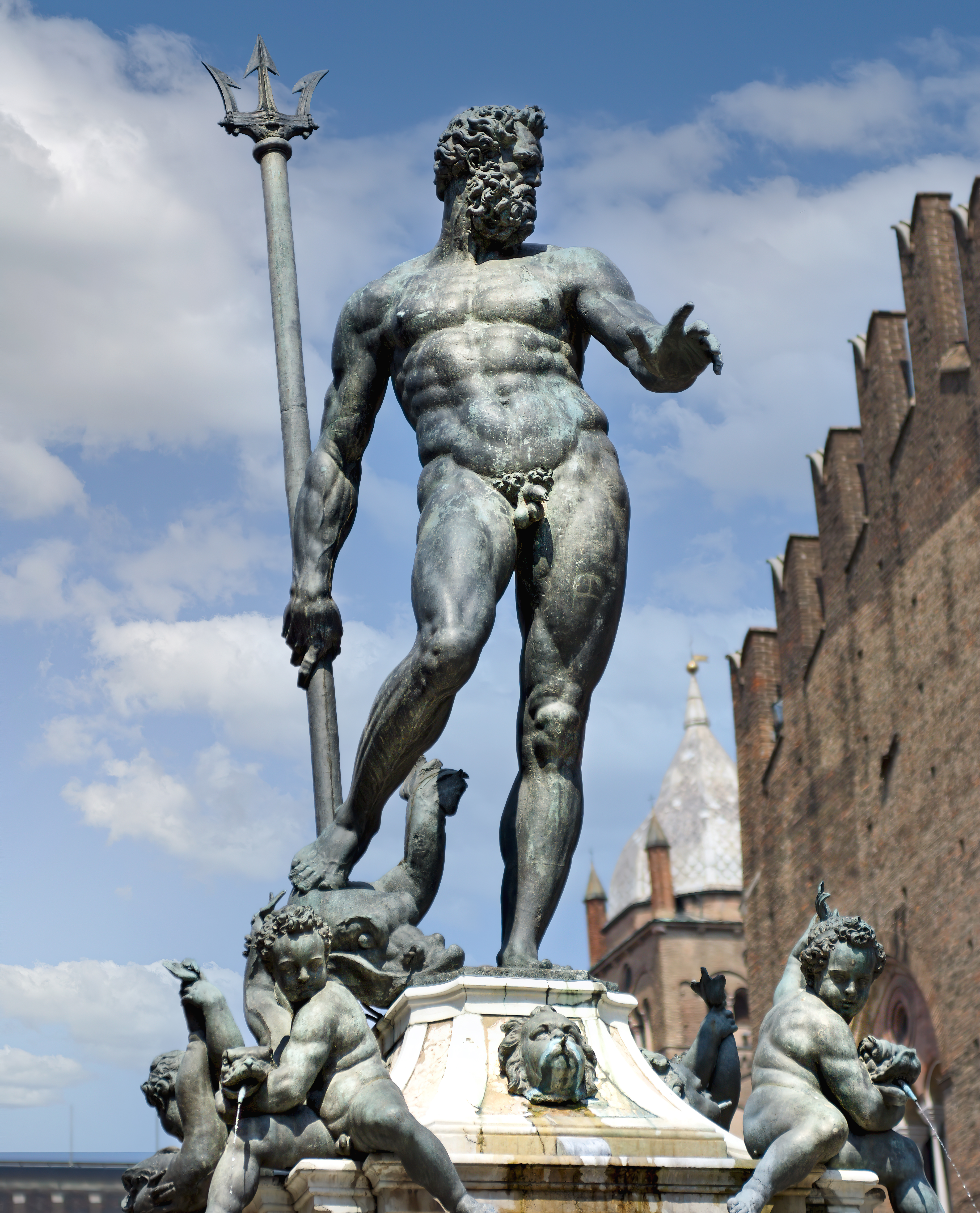
Neptune

### Autres personnages

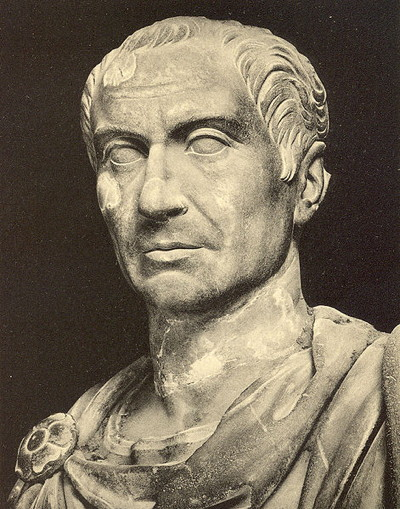
Jules César
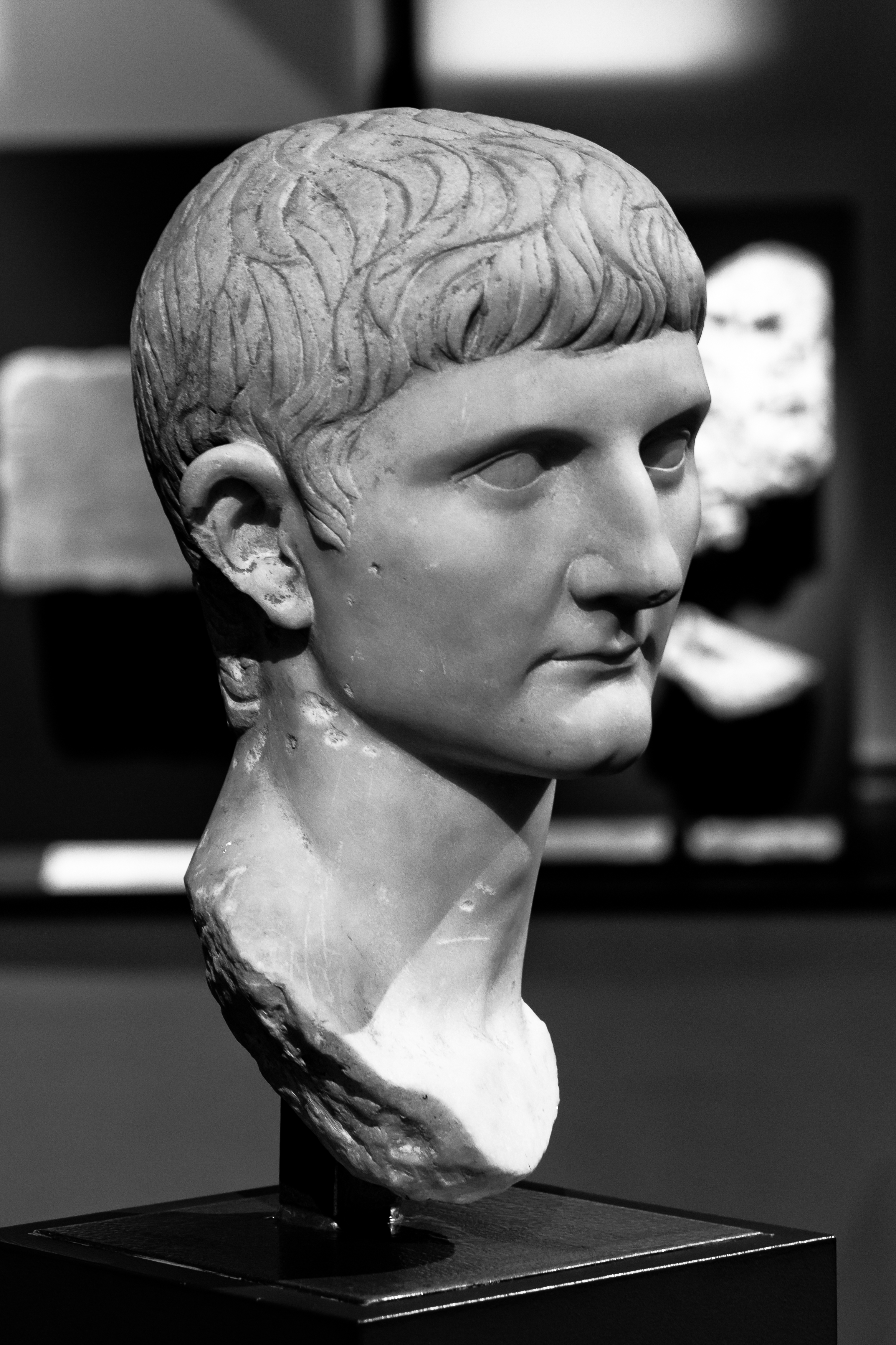
Germanicus (fils adoptif de Tibère)
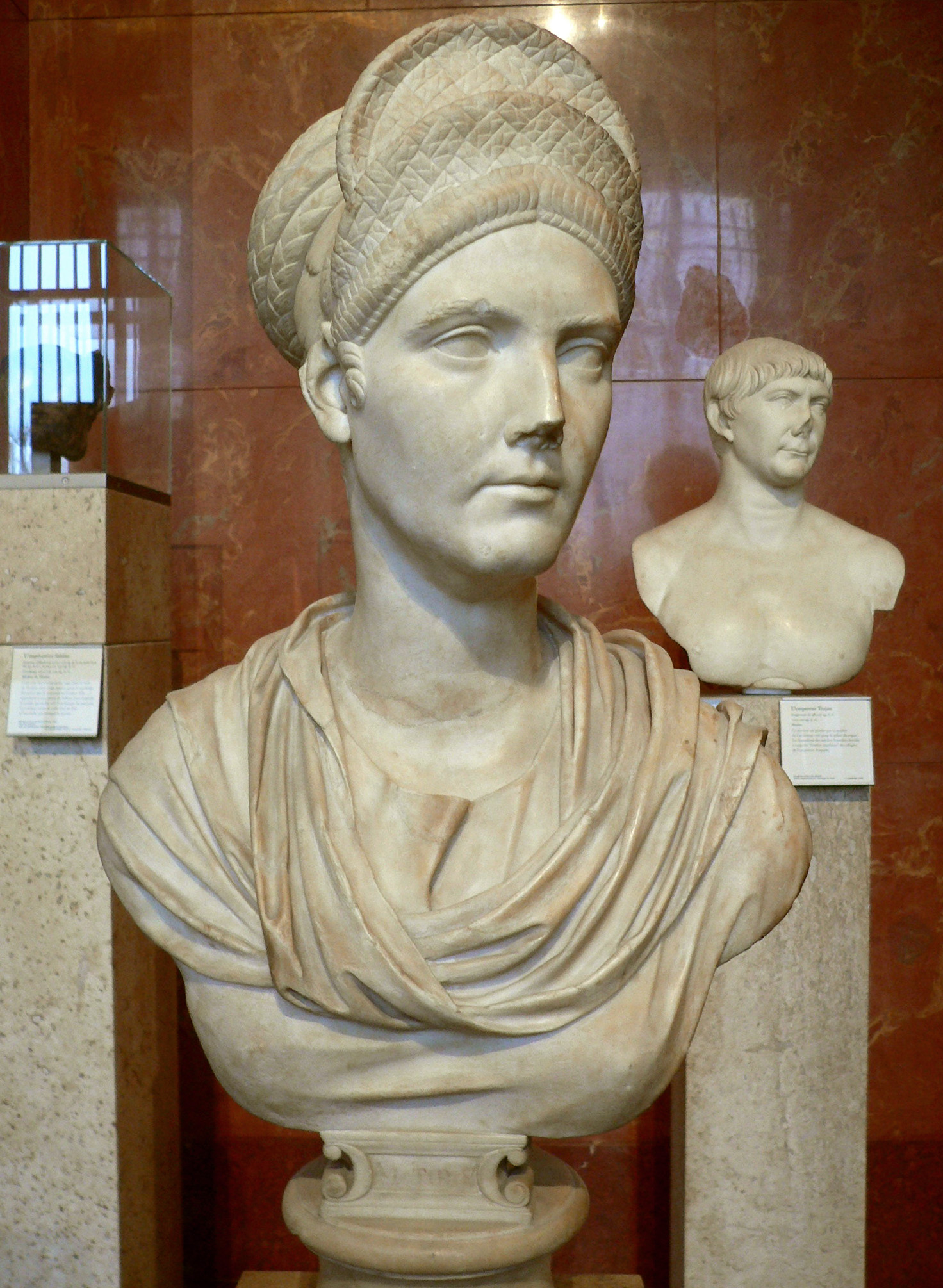
Matidia (nièce de Trajan)
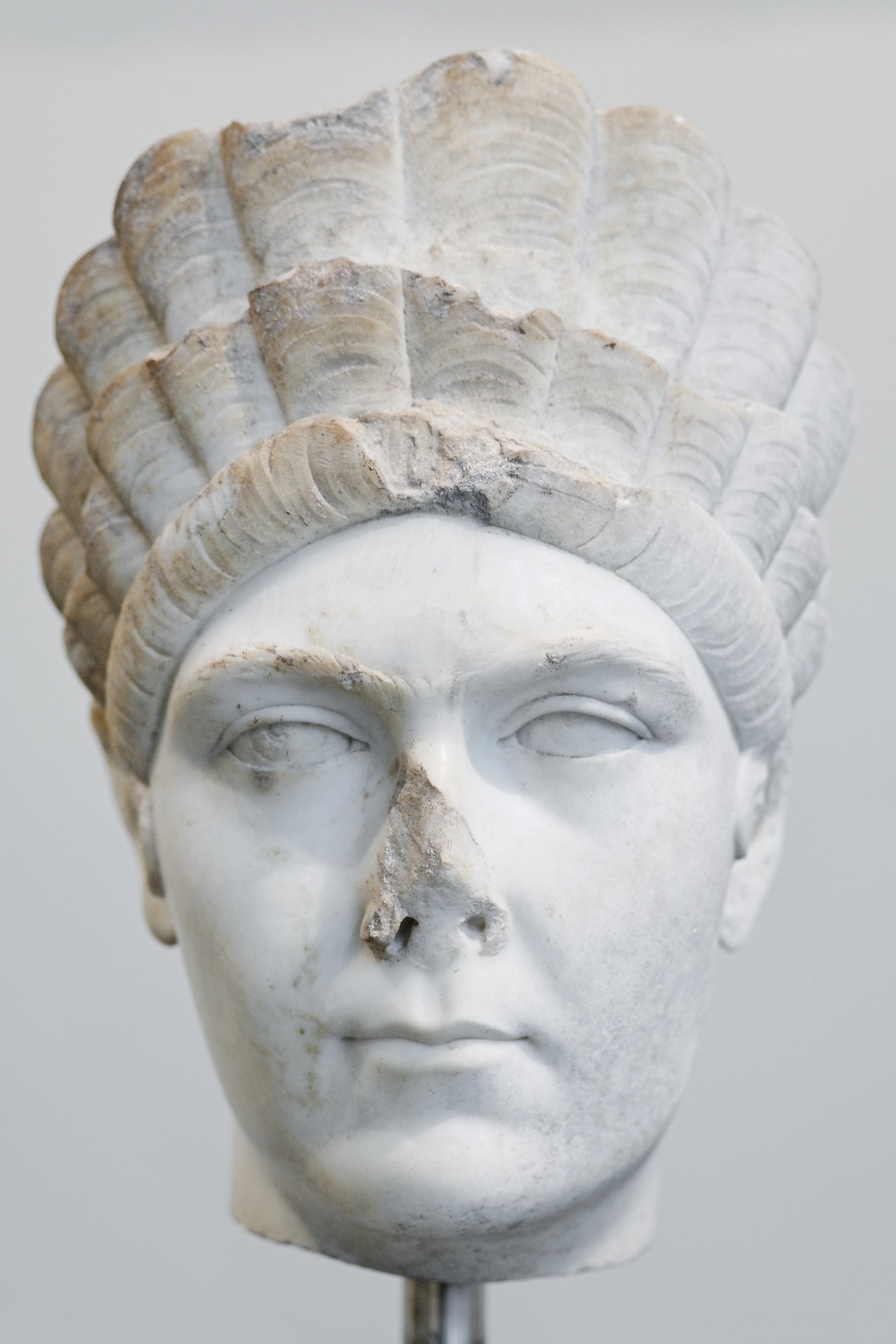
Ulpia Marciana (sœur ainée de Trajan)
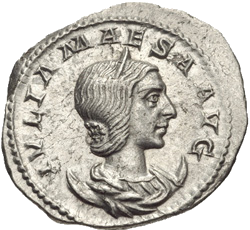
Julia Maesa (mère de J. Mamea)
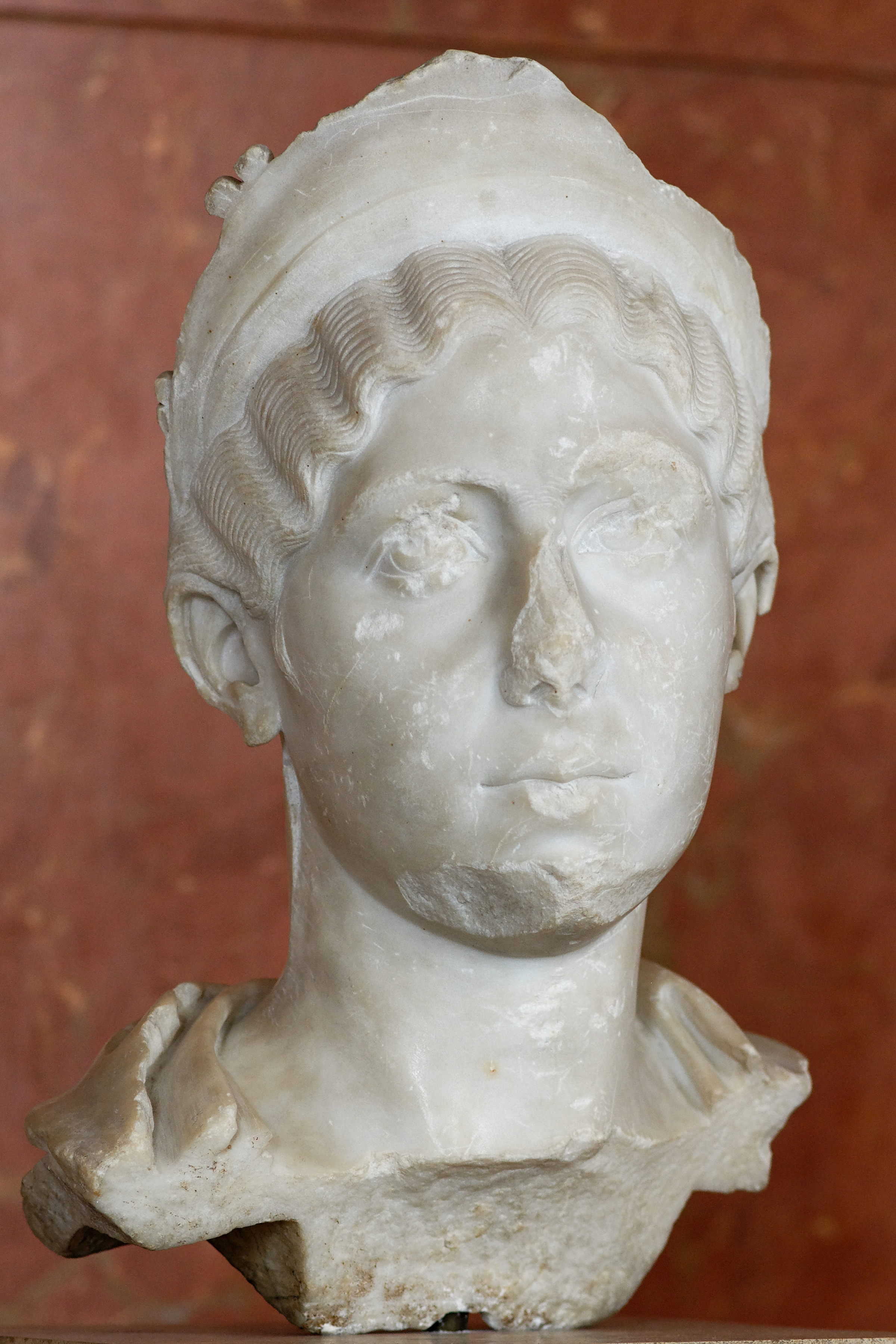
Julia Mamea (mère de Sévère Alexandre)